# Atelopus tricolor
Atelopus tricolor és una espècie d'amfibi que viu a Bolívia i el Perú.
Està amenaçada d'extinció per la pèrdua del seu hàbitat natural.